# تتسورو فيوجيوارا
تيتسورو فوجيوارا (بالإنجليزية: Tetsurō Fujiwara)‏، هو طبيب ياباني. في عام 1996، حصل على جائزة الملك فيصل العالمية في الطب بالاشتراك مع بينغت روبرتسون لمساهمتهما في فهم طب الأطفال حديثي الولادة.

## السيرة الشخصية
وُلِد تتسورو فيوجيوارا في موريوكا باليابان عام 1932، حصل على الدكتوراه في الطب من جامعة إيواتي الطبية في موريوكا (إيواته) عام 1965، وعلى الدكتوراه في العلوم الطبية من الجامعة نف عام 1961.
عمل مساعد في مستشفى جامعة توهوكو، وقضي فترة زمالة في جامعة كاليفورنيا في لوس أنجلوس بين عامي 1962 و1964، وعمل مساعد باحث في طب الأطفال في جامعة ذاتها. ثم عمل أستاذ مشارك لطب الأطفال في جامعة جامعة أكيتا الدولية اليابانية، وأستاذ كرسي قسم طب الأطفال ورئيسه في جامعة إيواتي الطبية في موريوكا، وعمل بعد تقاعده، أستاذ متميز في الجامعة.
أجرى بحوث تتعلق بآليات أيض للغازات عند الأطفال ناقصي النمو، وأستطاع تحسين وسائل علاج ضيق التنفس باستنباط مادة علاجية طبية تقلل التوتر السطحي في حويصلات الرئة. وهو أول من قام بإحلال تلك المادة داخل القصبة الهوائية مما أدي إلى تحسن في عمليات تبادل الغازات في الرئة وأكسدتها عند الأطفال المصابين بمتلازمة ضيق التنفس، وـستطاع بذلك إنقاذ حياة الأطفال. وطور أسلوباً مبتكراً للتشخيص المسبق للمتلازمة مستخدم في ذلك عينات من السائل المشيمي للأم قبل الولادة أو محتويات معدة الطفل عقب الولادة.
نشر مئات البحوث وحوالي تسعين كتاباً أو فصلاً في كتاب واستخدمت نتائج دراساته بنجاح في مراكز طبية مختلفة في العالم. كان رئيس مجلس إدارة الجمعية اليابانية لطب الأطفال، والجمعية اليابانية لطب الأطفال حديثي الولادة.

## الجوائز
حصل غلى جوائز عديدة منها:
- جائزة الملك فيصل العالمية
- جائزة الجمعية الطبية اليابانية لتطوير البحوث الطبية
- جائزة نيبو الثقافية
- جائزة الأكاديمية الأمريكية للطب النفسي للأطفال والمراهقين